# غيل جونز
غيل جونز (بالإنجليزية: Gail Jones)‏‏ (1955 - ) روائية، وكاتِبة من أستراليا.